# Jason Cirone
Jason Gerardo Cirone (Toronto, 21 febbraio 1971 – Toronto, 2 ottobre 2024) è stato un hockeista su ghiaccio, allenatore di hockey su ghiaccio, dirigente sportivo e hockeista in-line canadese naturalizzato italiano, di ruolo attaccante.

## Carriera

### Club
Cirone nel draft 1989 fu terza scelta dei Winnipeg Jets (46ª scelta assoluta). Nella stagione 1986-1987 giocò in MTHL con i Toronto Red Wings Midget AAA collezionando 117 punti. Dal 1987 al 1991 militò nella lega giovanile dell'OHL con i Cornwall Royals ed i Windsor Spitfires mettendosi in luce come uno dei migliori attaccanti della lega.
Nell'estate del 1991 firmò un contratto con i Winnipeg Jets in NHL, ma collezionò solamente 3 presenze, quindi venne mandato in prestito in AHL ai Moncton Hawks. Nella stagione 1992-93 Cirone giunse in Italia nelle file dell'HC Asiago dove collezionò 16 presenze e 11 punti. La stagione seguente si divise tra i Cincinnati Cyclones in IHL ed i Birmingham Bulls in ECHL. Per la stagione 1994-1995 militò ancora con i Cincinnati Cyclones totalizzando 81 presenze e 39 punti tra campionato e playoff.
Nella 1995-1996 si divise tra i Rochester Americans in AHL, i San Diego Gulls in WCHL ed i Los Angeles Ice Dogs in IHL. Dal 1996 al 2000 militò sempre in IHL con i Long Beach Ice Dogs ed i Kansas City Blades. Nell'estate del 2000 ritornò in Europa, questa volta a Francoforte con i Frankfurt Lions nella DEL dove totalizzò 51 presenze e 35 punti. Nel 2001 ritornò all'HC Asiago con i quali rimase fino al 2006, totalizzando complessivamente 189 presenze e 188 punti.
Dopo l'esperienza italiana fece il suo rientro in America prima ai Rio Grande Valley Killer Bees in CHL e successivamente ai Flint Generals in IHL dove chiuse la sua carriera da giocatore nel 2008.
Una volta appesi i pattini al chiodo decise di intraprendere la carriera di allenatore. Dal 2008 al 2010 divenne Assistant Coach ai Motor City Metal Jackets in NAHL mentre l'anno seguente fu Head Coach dei Metro Jets in NA3HL.
Dopo un periodo di inattività nel 2014 fu nominato Head Coach della Midland University squadra della ACHA, lega giovanile americana.
Dovette lasciare la guida della Midland University quando nell'agosto del 2017 gli fu diagnosticato un liposarcoma mixoide al polpaccio.

### Nazionale
Dalla stagione 2003-2004 Cirone fu convocato in Nazionale grazie al possesso del passaporto italiano. Nel 2004 giocò con il Blue Team i Mondiali di Prima Divisione. Nel 2006 partecipò ai XX Giochi olimpici invernali di Torino e ai Mondiali di Riga. Successivamente fu punto fermo della Nazionale ai Mondiali di Mosca nel 2007 (suo il gol decisivo contro la Lettonia, che garantì agli azzurri la salvezza) e di Québec nel 2008.

## Palmarès

### Club
- Calder Cup: 1

Rochester: 1995-1996
- Coppa Italia: 1

Asiago: 2001-2002
- Supercoppa italiana: 1

Asiago: 2003

### Giovanili
- OHL Third All-Star Team: 1

Cornwall: 1990-1991

### Individuale
- Giocatore con più minuti di penalità della Serie A: 1

2002-2003 (124 minuti)
- Top 3 Player on Team del Campionato mondiale di hockey su ghiaccio: 2

Lettonia 2006, Russia 2007